# Amstetten (Németország)
Amstetten település Németországban, azon belül Baden-Württembergben. Lakosainak száma 4215 fő (2023. december 31.). Amstetten Nellingen és Lonsee községekkel határos.

## Népesség
A település népessége az elmúlt években az alábbi módon változott:
| Lakosok száma | 3065 | 3953 | 4013 | 4125 | 4166 | 4215 |
|               | 1975 | 2017 | 2019 | 2021 | 2022 | 2023 |